# 죽림초등학교 (충남)
죽림초등학교는 대한민국 충청남도 보령시 청소면 김좌진로 347-24 (죽림리)에 있었던 공립 초등학교이다.

## 연혁
- 1951.09.18 청소국민학교 죽림분교장 인가
- 1957.05.01 죽림국민학교 인가
- 1957.05.10 죽림국민학교 개교
- 1982.03.11 병설유치원 설치
- 1996.03.01 죽림초등학교로 개칭
- 1999.03.01 청소초등학교로 통폐합